# Celebrity Juice
Celebrity Juice is een Britse comedy-panelgame die werd uitgezonden op ITV2 tussen 24 september 2008 en 15 december 2022. De show werd geschreven en gepresenteerd door Leigh Francis, in de rol van zijn alter ego Keith Lemon. Het format voor de serie werd voor het eerst voorgesteld in 2007, na de laatste serie van Francis' sketchshow Bo' Selecta! op Channel 4. ITV benaderde hem om een show met Lemon te maken, en na het succes van de vijfdelige serie Keith Lemon's Very Brilliant World Tour gaf de zender opdracht aan Celebrity Juice. Het oorspronkelijke uitgangspunt van de show was om te kijken welk team het meest op de hoogte is van de roddelnieuwsverhalen van de week, hoewel latere series zich meer richten op de comedy-factor van de deelnemende beroemde gasten en de games met hen, in plaats van op het bespreken van het nieuws van de week.